# Herbert Huscher
Herbert Otto Huscher (* 23. April 1893 in Dresden; † 30. Dezember 1969 in Würzburg) war ein deutscher Anglist und Hochschullehrer.

## Leben und Wirken
Er war der Sohn des Postsekretärs und Postamtsvorstehers Friedrich Alfred Huscher und dessen Ehefrau Marie Elisabeth Huscher geborene Welcker. Nach dem Schulbesuch studierte er Englische Sprache und Literatur und promovierte 1919 zum Dr. phil. 1926 wurde er Privatdozent und 1929 außerordentlicher Universitätsprofessor an der Universität Rostock. 1929 wurde er dort ordentlicher Professor für englische Sprache und Literatur. 1933 wechselte er auf die Professur für Englische Philologie. 1950 verließ er die DDR und siedelte nach Würzburg über, wo er Professor für Englische Philologie wurde.

## Schriften (Auswahl)
- Studien zu Shelleys Lyrik. Tauchnitz, Leipzig 1919.
- Über Eigenart und Ursprung des englischen Naturgefühls. Tauchnitz, Leipzig 1929. (Reprint 1967)
- Das Anglo-Jrische und seine Bedeutung als sprachkünstlerisches Ausdrucksmittel. 1936. (Reprint 1966)

Daneben arbeitete er ab 1919 mehrere Jahre an Meyers Konversationslexikon mit.